# 苏可汗
苏可汗（?—?），是契丹遥辇氏的第四任可汗，其在位时间大约相当于唐德宗。由于唐朝河北三镇的割据，唐朝廷和契丹的交往减少。契丹依附回纥，自苏可汗开始唐朝不再册封契丹首领为松漠都督。辽国建立后，苏可汗的子孙为遥辇九帐之一。
| 前任： 胡剌可汗 | 契丹可汗 | 繼任： 鲜质可汗 |